# Eupithecia impuncta
Eupithecia impuncta är en fjärilsart som beskrevs av Barend J. Lempke 1969. Eupithecia impuncta ingår i släktet Eupithecia och familjen mätare. Inga underarter finns listade i Catalogue of Life.